# Катастрофа Ил-62 под Гаваной
Катастрофа Ил-62 под Гаваной — крупная авиационная катастрофа, произошедшая в пятницу, 27 мая 1977 года. Авиалайнер Ил-62М авиакомпании «Аэрофлот» выполнял межконтинентальный рейс SU-331 по маршруту Москва — Франкфурт-на-Майне — Лиссабон — Гавана, но при заходе на посадку в пункте назначения врезался в опору ЛЭП и рухнул на землю. Из находившихся на его борту 69 человек (59 пассажиров и 10 членов экипажа) выжили 2, ещё 1 человек погиб на земле.

## Самолёт
Ил-62М (регистрационный номер CCCP-86614, заводской 51903, серийный 19-03) был выпущен Казанским авиазаводом 23 апреля 1975 года. 30 апреля того же года был передан авиакомпании «Аэрофлот», где поступил в Шереметьевский ОАО Центрального управления Международных воздушных сообщений (ЦУМВС). Оснащён четырьмя турбореактивными двигателями Д-30КУ Рыбинского моторостроительного завода. На день катастрофы совершил 1144 цикла «взлёт-посадка» и налетал 5549 часов.

## Экипаж и пассажиры
На последней промежуточной посадке в Лиссабоне была произведена смена экипажа. Новый лётный экипаж рейса SU-331 был таким:
- Командир воздушного судна (КВС) — Виктор Иванович Орлов.
- Второй пилот — Василий Елисеевич Шевелёв.
- Штурман — Анатолий Иванович Воробьёв.
- Бортинженер — Юрий Дмитриевич Суслов.
- Бортрадист — Евгений Васильевич Паньков.

В салоне самолёта работали 5 бортпроводников:
- Галина Александровна Григорьева — старший бортпроводник,
- Людмила Фёдоровна Полищук,
- Евгения Петровна Квасникова,
- Тамара Михайловна Галкина,
- Владимир Иванович Рукотов.

| Страна         | Пассажиры | Экипаж | Всего |
| -------------- | --------- | ------ | ----- |
| СССР           | 28        | 10     | 38    |
| Великобритания | 12        | 0      | 12    |
| Куба           | 8         | 0      | 8     |
| Швеция         | 3         | 0      | 3     |
| Австралия      | 2         | 0      | 2     |
| Гвинея-Бисау   | 2         | 0      | 2     |
| ФРГ            | 2         | 0      | 2     |
| Мексика        | 1         | 0      | 1     |
| Нидерланды     | 1         | 0      | 1     |
| Итого          | 59        | 10     | 69    |

## Хронология событий
В 03:32 UTC рейс SU-331 вылетел из Лиссабона и занял эшелон FL350 (10 650 метров). Спустя 9 часов полёта, при входе в зону районного диспетчерского сектора Гаваны, КВС ошибочно назвал экипажу давление 1025 мбар (соответствует 762 мм рт. ст.), тогда как в действительности оно составляло 1010 мбар (при этом непонятно, откуда он взял такую величину (1025 мбар), так как её не передавали экипажу в течение всего полёта). Авиадиспетчер в Гаване дал рейсу 331 указание снижаться до эшелона FL150 (4550 метров). Экипаж подтвердил получение информации и начал снижение. Далее диспетчер дал команду на снижение до 914 метров, что экипаж также подтвердил.
Диспетчер сообщил экипажу, что посадка на ВПП будет осуществляться по магнитному курсу 52° при 2-м варианте захода на посадку (согласно 2-му варианту, лайнер должен был пройти БПРМ с курсом 272°, лететь в данном направлении ещё 2 минуты, а затем повернуть на посадочный курс 52°, попав таким образом на точку входа в глиссаду, которая находилась на удалении 10,5 километров от ВПП). Также рейс 331 получил данные о фактической погоде в аэропорту Гаваны — видимость 8 километров, ясно, температура воздуха +21°С, давление на уровне моря 758 мм рт. ст. С диспетчерского пункта наблюдение за рейсом 331 велось визуально с помощью бинокля, а также исходя из докладов экипажа.
При заходе на посадку по 2-му варианту лайнер, как и положено, прошёл БПРМ. Но затем он летел по курсу 272° не 2 минуты, а 1 минуту 23 секунды, после чего совершил левый разворот, выйдя на ось ВПП всего в 9 километрах от ВПП вместо положенных 14-15 километров. Авиалайнер в этот момент был на высоте 450 метров и продолжал снижаться с вертикальной скоростью 4,5-5 м/с. Давление на высотомерах было выставлено 758 мм рт. ст. при давлении аэропорта 752 мм рт. ст., что давало завышение высоты примерно на 64 метра. При проходе БПРМ в 3 километрах от ВПП экипаж не увидел аэропорт Гаваны, но продолжил снижение с вертикальной скоростью 7 м/с ниже 150 метров (высота принятия решения), летя по посадочному курсу 52°. Хотя небо было ясным, над самой землёй в это время стоял утренний туман высотой до 40 метров.
Примерно в 08:45:28 ECT (12:45:28 UTC) лайнер заходил на посадку и летел ниже верхней границы тумана, когда пилоты неожиданно увидели перед собой опору ЛЭП высотой 28 метров и резко потянули штурвал на себя, надеясь перелететь её. Но в 08:45:31 в 1820 метров от торца ВПП рейс SU-331 на высоте 23-25 метров и со скоростью 280 км/ч врезался в провода, оборвав 4 из них, но срезав при этом стабилизатор и оторвав часть внешнего закрылка правой плоскости крыла; последнее повреждение привело к быстрорастущему крену вправо, достигшему всего за 3 секунды 70°, что также всего за несколько секунд привело к уводу авиалайнера вправо на курс 92°. Далее лайнер срезал верхушки 22 пальм, после чего в 08:45:37 правым полукрылом и носовой частью врезался в землю в 1270 метрах от ВПП и 121 метре правее её оси, после чего полностью разрушился; разброс обломков составил 130 на 70 метров. Возникший пожар охватил почти весь лайнер за исключением хвостовой части.
В катастрофе погибли 67 человек — все 10 членов экипажа и 57 пассажиров (многие газеты поначалу называли 68 погибших — 9 членов экипажа и 59 пассажиров). Из находившихся в самолёте выжили только 2 пассажира, сидевшие в хвостовой части: мужчина (гражданин СССР) и женщина (гражданка ФРГ), оба они получили травмы средней тяжести. Также погиб 1 человек на земле, то есть всего погибли 68 человек.
На момент событий это была крупнейшая авиакатастрофа в истории Кубы (на 2019 год — третья, после катастроф Ил-62 в 1989 году и Boeing 737 в 2018 году).

## Расследование
По итогам расследования причин катастрофы рейса SU-331 комиссией были сделаны следующие выводы о грубых нарушениях экипажа. В частности, выполняя заход на посадку по 2-му варианту, был преждевременно осуществлён левый разворот, из-за чего самолёт вышел на предпосадочную прямую прямо над ДПРМ и на 5-6 километров ближе необходимого, что создало дефицит времени на выполнение предпосадочных операций. Помимо этого, из-за выставленного давления по уровню моря, а не уровню аэропорта (758 мм рт. ст. вместо 752), высотомеры завышали показания относительной высоты на 64 метра (высота аэропорта над морем), из-за чего лайнер летел по траектории ниже установленной. И наконец, при попадании в туман, экипаж продолжил снижение ниже высоты принятия решения, при этом не видя взлётную полосу.
На основании вышеизложенного основной причиной катастрофы комиссией было названо преждевременное снижение, вызванное неустановкой экипажем на высотомерах давления аэропорта и нарушение минимума погоды для данного типа самолётов. Сопутствующие причины — нарушение экипажем схемы захода на посадку и отсутствие контроля со стороны экипажа за снижением самолёта по радиовысотомеру (его показания не зависят от установки давления).